# Tefert El Fougania
Tefert El Fougania é uma vila na comuna de Abalessa, no distrito de Abalessa, província de Tamanghasset, Argélia. Se encontra na margem sul do Oued Teffert, 11 quilômetros (6,8 milhas) a sudeste da cidade de Abalessa e 62 quilômetros (39 milhas) a oeste de Tamanrasset.